# Quận Moffat, Colorado
Quận Moffat là một quận thuộc tiểu bang Colorado, Hoa Kỳ.
Quận này được đặt tên theo David Moffat. Theo điều tra dân số của Cục điều tra dân số Hoa Kỳ năm 2010, quận có dân số 13795 người. Quận lỵ đóng ở Craig.

## Địa lý
Theo Cục điều tra dân số Hoa Kỳ, quận có diện tích 13210 km2, trong đó có 20 km2 là diện tích mặt nước.